# أعظم مغتال في العالم يتجسد كنبيل في عالم اخر
أعظم مغتال في العالم يتجسد كنبيل في عالم اخر (باليابانية: 世界最高の暗殺者、異世界貴族に転生する،، بالروماجي: Sekai Saikō no Ansatsusha, Isekai Kizoku ni Tensei suru) سلسلة روايات خفيفة يابانية من كتابة «روي تسوكِيو» ورسوم «رييا» بدأ صدورها على الإنترنت في يوليو 2018، على موقع نشر روايات المستخدمين شوسيتسو ني نارو [الإنجليزية]، لاحقاً تم تبني الرواية من قبل دار نشر كادوكاوا شوتين ليصدرها مطبوعة منذ فبراير 2019 تحت علامة كادوكاوا سنيكر بونكو [الإنجليزية]، حتى فبراير 2021 نشر لها 6 مجلدات.
تم تحويل الرواية إلى مانغا من قبل المانغاكا «هاماو سوميراغي» وأطلقت أونلاين على موقع مانغا «يونغ أيس أب» التابع لدار نشر كادوكاوا شوتين في يناير 2019، ثم جمعت مطبوعة في مجلدين تانكوبون، تم ترخيص كل من الرواية والمانغا في أمريكا الشمالية من قبل ين بريس [الإنجليزية]، كما حصلت على أنمي تلفزيوني من قبل ستوديو سيلفر لينك واستوديو باليت، عرض بين أكتوبر وديسمبر 2021.

## القصة
بطل القصة هو رجل كبير عاش حياته بلقب أعظم مُغتال (قاتل) في العالم، ولتقدمه بالسن قرر أن يتقاعد إلا أن الطائرة التي تحمله تعرضت لتخريب ولم تنقذه مهارته كقاتل من الموت، بعد موته تقوم إلهة بإيقاظه وتطلب تجسيده في عالم آخر تسود فيه السيوف والسحر لأنها بحاجة لمهارته من أجل إنقاذ ذلك العالم من التدمير على يد البطل، بقبوله هذا الطلب يتجسد كشخص نبيل باسم «لوغ تواتها ديه» وأقسم أن يعيش حياته كاملةً كإنسان وليس كأداة.

## الشخصيات
لوغ (ルーグ، Rūgu)
أداء صوتي: كينجي اكاباني
ابن كل من «سيان» و«إسري»، وريث منزل «تواتها ديه»، تم تعليمه فنون الطب والإغتيال من قبل والده، طلبت منه إلهة أن يقوم بقتل البطل حيث ذكرت نبوءة أن البطل سيصبح مهوساً بقوته بعد أن يقضي على ملك الشياطين وقد يدمر العالم بنفسه.
ديا (ディア، Dia)
أداء صوتي: رينا أويدا
معلمة «لوغ» الأولى التي تقوم بتعليمه استخدام السحر، إحدى أقوى السحرة في العالم وتصبح أكثر قوة بعد أن يساعدها «لوغ» بمعرفته من عالمه السابق.
تارت (タルト، Taruto)
أداء صوتي: يوكي تاكادا
مساعدة «لوغ» في عمليات الإغتيال، ساحرة عهدت بنفسها لخدمته بعد أن أنقذها، بالظاهر هي مرافقة «لوغ» الجميلة.
ماها (マーハ، Māha)
أداء صوتي: شينو شيموجي
أخت «لوغ»، تعمل كمديرة أعمال لمستحضرات «لوغ» عندما يكون غائباً.

## إعلام

### رواية خفيفة
بدأت السلسلة بالصدور في يوليو 2018 على موقع شوسيتسو ني نارو [الإنجليزية]، في فبراير 2019 أطلق دار نشر كادوكاوا شوتين مجلدات الرواية بالشكل المطبوع وحتى فبراير2021 سيكون صدر لها 6 مجلدات، أعلنت ين بريس [الإنجليزية] في يوليو 2020 عن حصولها على رخصة لنشر العمل بالإنجليزية في أمريكا الشمالية.

#### قائمة مجلدات الرواية الخفيفة
| م. | الإصدار الياباني | الإصدار الياباني       | الإصدار الإنجليزي | الإصدار الإنجليزي      |
| م. | تاريخ الإصدار    | ردمك                   | تاريخ الإصدار     | ردمك                   |
| -- | ---------------- | ---------------------- | ----------------- | ---------------------- |
| 1  | 1 فبراير 2019    | ISBN 978-4-04-107941-6 | 29 ديسمبر 2020    | ISBN 978-1-97-531241-1 |
| 2  | 1 يوليو 2019     | ISBN 978-4-04-107874-7 | 20 أبريل 2021     | ISBN 978-1-97-531243-5 |
| 3  | 1 نوفمبر 2019    | ISBN 978-4-04-107877-8 | 12 أكتوبر 2021    | ISBN 978-1-97-533335-5 |
| 4  | 1 أبريل 2020     | ISBN 978-4-04-108971-2 | 22 فبراير 2022    | ISBN 978-1-97-533457-4 |
| 5  | 1 سبتمبر 2020    | ISBN 978-4-04-108972-9 | —                 | —                      |
| 6  | 27 فبراير 2021   | ISBN 978-4-04-108973-6 | —                 | —                      |

### مانغا
بدأ في يناير 2019 صدور مانغا لهذه الرواية من قبل المانغاكا «هاماو سوميراغي» على موقع المانغا «يونغ أيس أب» التابع لدار كادوكاوا شوتين، كما وحصلت ين بريس [الإنجليزية] أيضاً على رخصة ترجمة وتوزيع المانغا في أمريكا الشمالية.

#### قائمة مجلدات المانغا
| م. | الإصدار الأصلي | الإصدار الأصلي         | الإصدار الإنجليزي | الإصدار الإنجليزي      |
| م. | تاريخ الإصدار  | ردمك                   | تاريخ الإصدار     | ردمك                   |
| -- | -------------- | ---------------------- | ----------------- | ---------------------- |
| 1  | 4 أكتوبر 2019  | ISBN 978-4-04-108699-5 | 9 فبراير 2021     | ISBN 978-1-97-531661-7 |
| 2  | 3 يوليو 2020   | ISBN 978-4-04-109105-0 | 22 مارس 2022      | ISBN 978-1-97-533510-6 |
| 3  | 9 أبريل 2021   | ISBN 978-4-04-111203-8 | —                 | —                      |
| 4  | 9 نوفمبر 2021  | ISBN 978-4-04-111808-5 | —                 | —                      |

### الأنمي
أعلن يوم 15 فبراير 2021، عن إنتاج أنمي تلفزيوني مبني على هذه الرواية من قبل ستوديو سيلفر لينك وستوديو باليت، سيكون المسلسل من إخراج «ماسافومي تامورا»، و«كاتسوهيكو تاكاياما» في الكتابة والإشراف على النصوص، تصميم الشخصيات من قبل «إيري ناغاتا» وألحان «كينئيتشي ناغاتا»، تم تحديد موعد عرض الأنمي في اليابان في يوليو 2021، لكن تم تأجيله حتى شهر أكتوبر بسبب «ظروف معينة».
بدأ بث الأنمي المتكون من 12 حلقة على شبكة آي-تي إكس يوم 6 أكتوبر وإنتهى يوم 22 ديسمبر 2021.
أغنية مقدمة الأنمي بعنوان «ظلام يبحث عن النور» من أداء يوي نينوميا [الإنجليزية]، وأغنية النهاية بعنوان «وعد» من أداء أيرا يوكي [الإنجليزية].

#### قائمة الحلقات
| ر. الإجمالي | العنوان              | العنوان الياباني                   | المخرج                         | الكاتب             | لوحة قصصية                      | تاريخ العرض الأصلي [ 24 ] | مرجع   |
| ----------- | -------------------- | ---------------------------------- | ------------------------------ | ------------------ | ------------------------------- | ------------------------- | ------ |
| 1           | «جزاء الثقة»         | 信用の報酬 Shin'yō no Hōshū        | ماسافومي تامورا                | كاتسوهيكو تاكاياما | غوئتشي إواهاتا ماسافومي تامورا  | 6 أكتوبر 2021             | [ 25 ] |
| 2           | «صفقة إعادة التجسيد» | 転生の取引 Tensei no Torihiki      | ماسافومي تامورا يوشيفومي سويدا | كاتسوهيكو تاكاياما | ماسافومي تامورا يوشيفومي سويدا  | 13 أكتوبر 2021            | [ 26 ] |
| 3           | «سحر الروابط»        | 絆の魔法 Kizuna no Mahō            | يوسكي سيكينا                   | كاتسوهيكو تاكاياما | ماسافومي تامورا                 | 20 أكتوبر 2021            | [ 27 ] |
| 4           | «خطة الإلهة»         | 女神の計画 Megami no Keikaku       | ستوديو باليت موتوماسا مايدا    | كاتسوهيكو تاكاياما | ستوديو باليت موتوماسا مايدا     | 27 أكتوبر 2021            | [ 28 ] |
| 5           | «مؤهلات المغتال»     | 暗殺者の資格 Ansatsusha no Shikaku | ماساهيرو هوسودا                | كاتسوهيكو تاكاياما | ماساهيرو هوسودا                 | 3 نوفمبر 2021             | [ 29 ] |
| 6           | «سكن الفتيات»        | 少女の館 Shōjo no Yakata           | ماسافومي تامورا                | كاتسوهيكو تاكاياما | ماسافومي تامورا                 | 10 نوفمبر 2021            | [ 30 ] |
| 7           | «حياة الخداع»        | 偽りの生活 Itsuwari no Seikatsu    | مامورو إنوموتو                 | كاتسوهيكو تاكاياما | ماسايوشي نيشيدا ماسافومي تامورا | 17 نوفمبر 2021            | [ 31 ] |
| 8           | «مراسيم الإختيار»    | 選択の儀式 Sentaku no Gishiki      | يوشيفومي سويدا                 | كاتسوهيكو تاكاياما | يوشيفومي سويدا                  | 24 نوفمبر 2021            | [ 32 ] |
| 9           | «تعويض الإغتيال»     | 暗殺の代償 Ansatsu no Daishō       | يوسكي سيكينا                   | كاتسوهيكو تاكاياما | غوئتشي إواهاتا ماسافومي تامورا  | 1 ديسمبر 2021             | [ 33 ] |
| 10          | «الموعد الأول»       | 初めてのデート Hajimete no Dēto    | موتوماسا مايدا ماسافومي تامورا | كاتسوهيكو تاكاياما | موتوماسا مايدا                  | 8 ديسمبر 2021             | [ 34 ] |
| 11          | «خيار الخيانة»       | 裏切りの決意 Uragiri no Ketsui     | ماساهيرو هوسودا                | كاتسوهيكو تاكاياما | غوئتشي إواهاتا ماسافومي تامورا  | 15 ديسمبر 2021            | [ 35 ] |
| 12 أخيرة    | «معركة مغتال»        | 暗殺者の戦い Ansatsusha no Tatakai | يوشيفومي سويدا ماسافومي تامورا | كاتسوهيكو تاكاياما | يوشيفومي سويدا ماسافومي تامورا  | 22 ديسمبر 2021            | [ 36 ] |